# Lubomierz

Lubomierz (német nyelven: Liebethal; 1945–1947 között Miłosna), város Lengyelországban, az Alsó-sziléziai vajdaságban.

## Fekvése
Görlitz-től 18 km-re északnyugatra fekvő település.

## Története
Nevét 1251-ben említették először. 1287-ben egy bencés kolostor épült itt, 1291-ben pedig Liebethal néven az itt épült települést is említették.
Az új település a Prága–Görlitz fontos kereskedelmi útvonalak mentén épült. Az itt létrejött mezővárosban egy hosszan elhúzódó utcai piac is létrejött. Különböző kiváltságokat élvezett, mint a sör-és bortörvényt vagy a vászon kereskedelmet. 
Liebethal a Jawor hercegséghez tartozott. Luxemburgi Vencel 1408-ban megerősítette a város kiváltságait.

## Nevezetességek
- Piactér
- Városháza
- Szent Maternus plébániatemplom - az egykori kolostor temploma, mely az egyik legjelentősebb barokk épület Sziléziában.

## Itt születtek, itt éltek
- Jochen Bauer Hoff - író
- Rudolf Müller - püspök
- Hieronymus Vietor - nyomdász, könyvkiadó Bécsben és Krakkóban
- Joseph Wiesner (1913-1975) - német régész
- Friedrich Walitza - jogász, az első Osztrák Takarékpénztár főigazgatója
- Wágner Manó - magyar királyi kormányfőtanácsos, intézettulajdonos, gimnáziumi igazgató, vármegyei törvényhatósági bizottsági tag, városi képviselő, Rákospalota díszpolgára

## Galéria

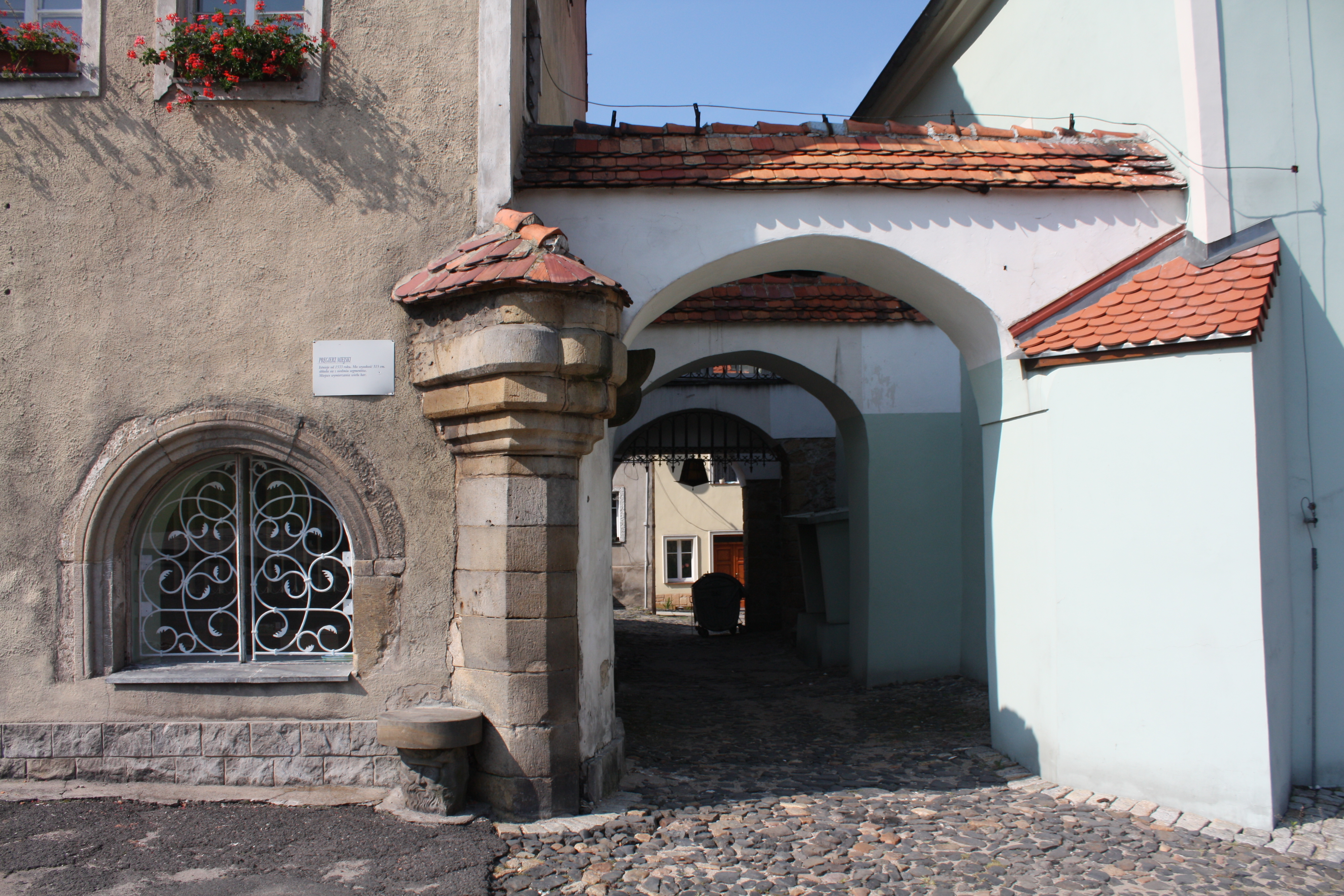
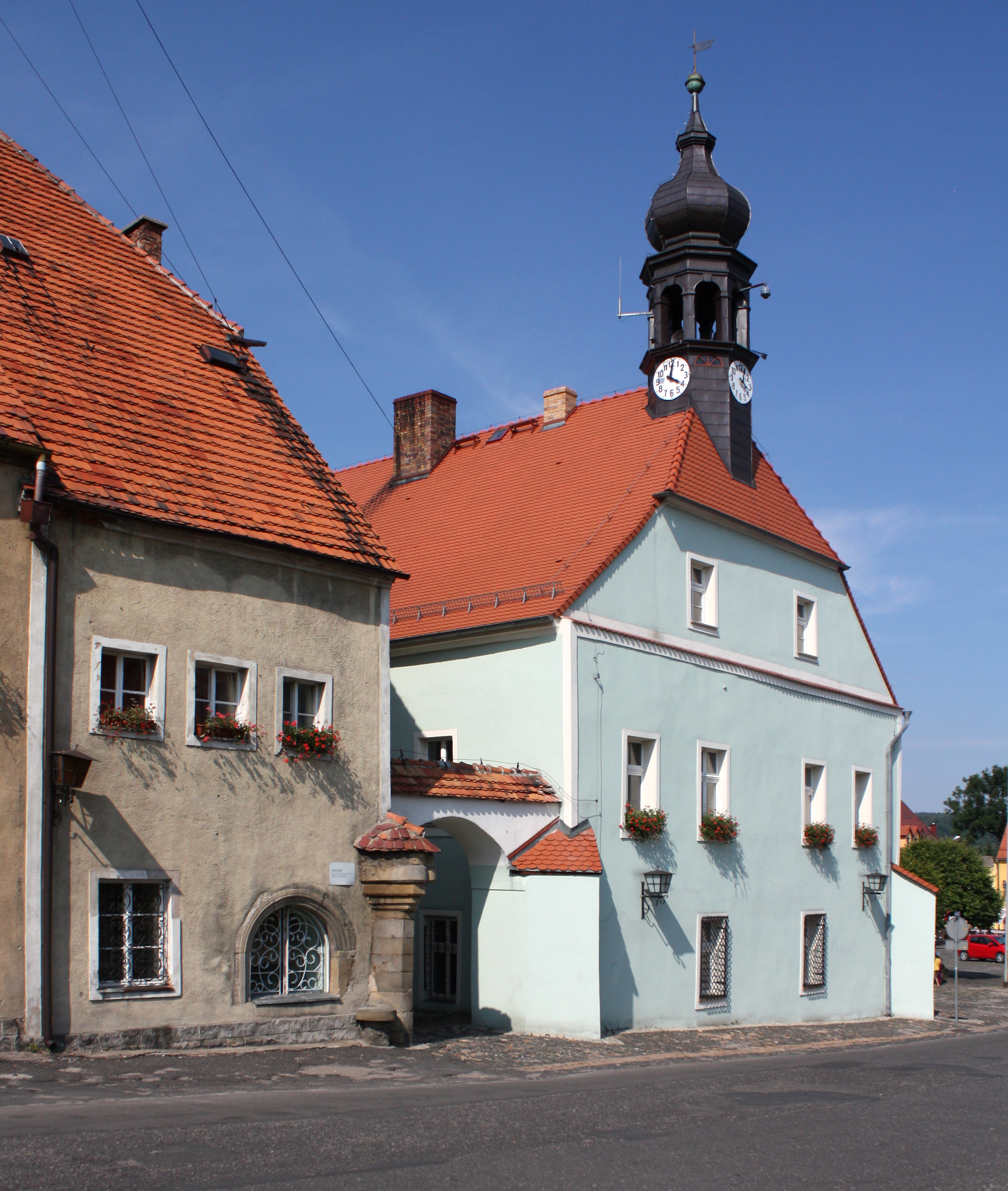
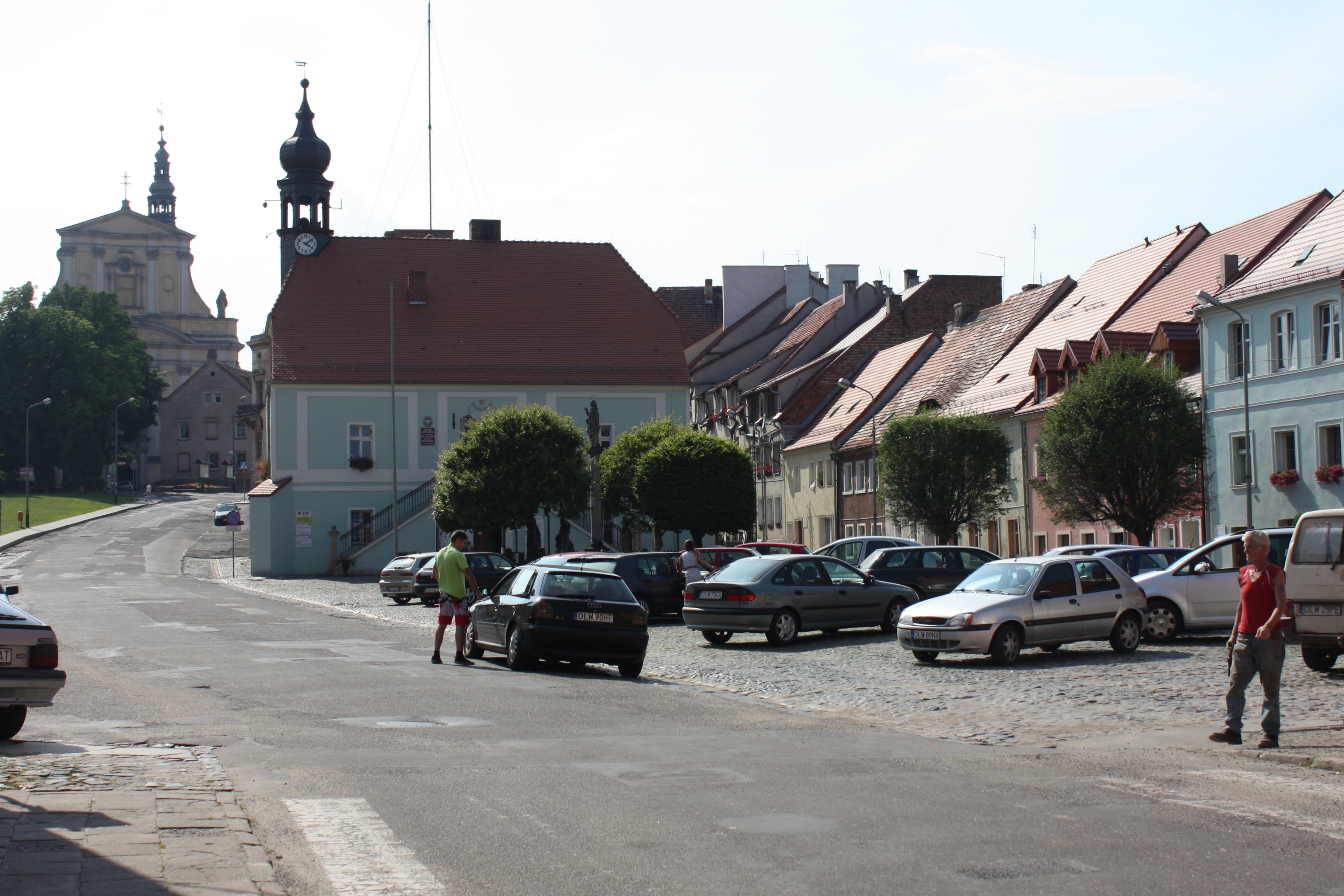
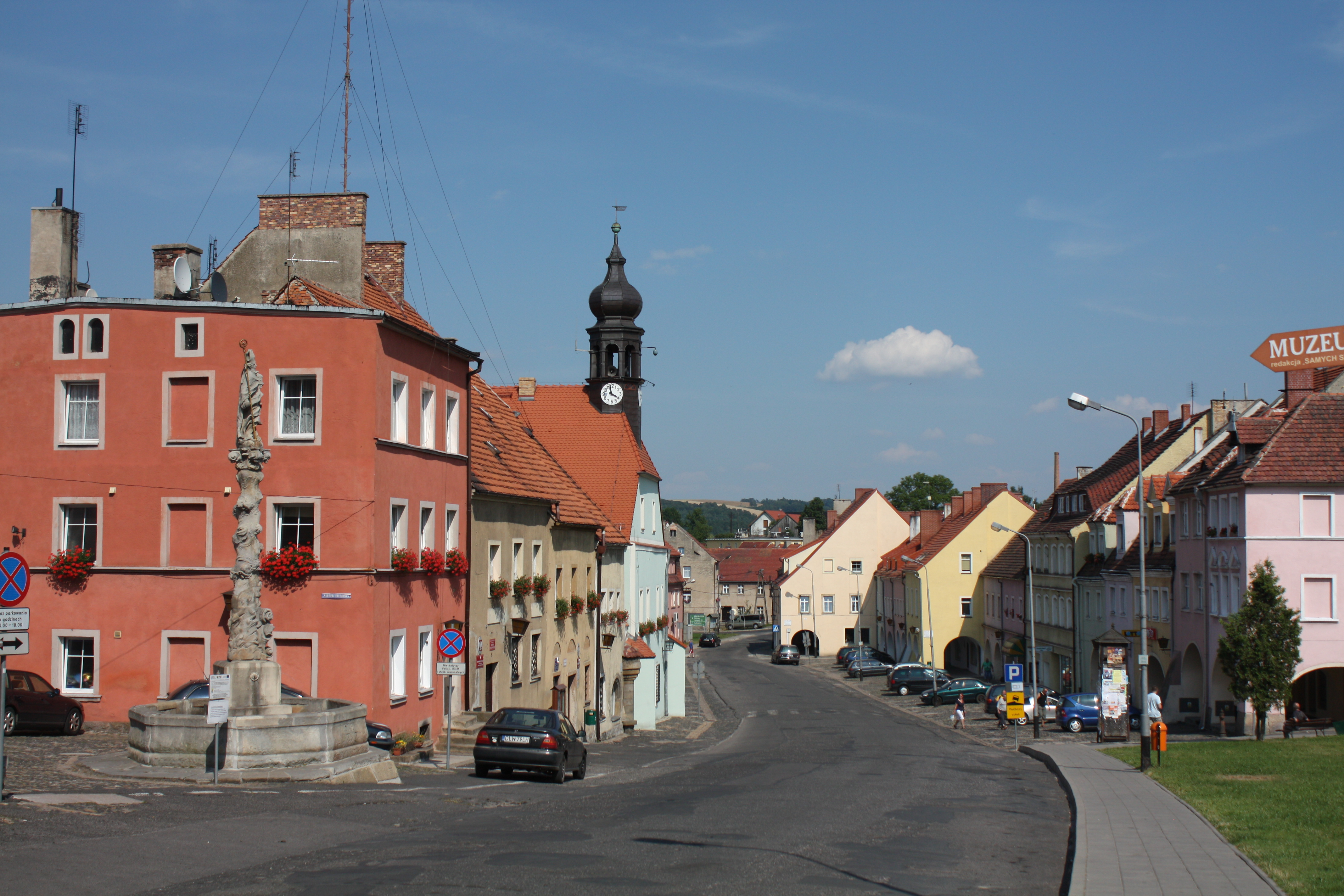
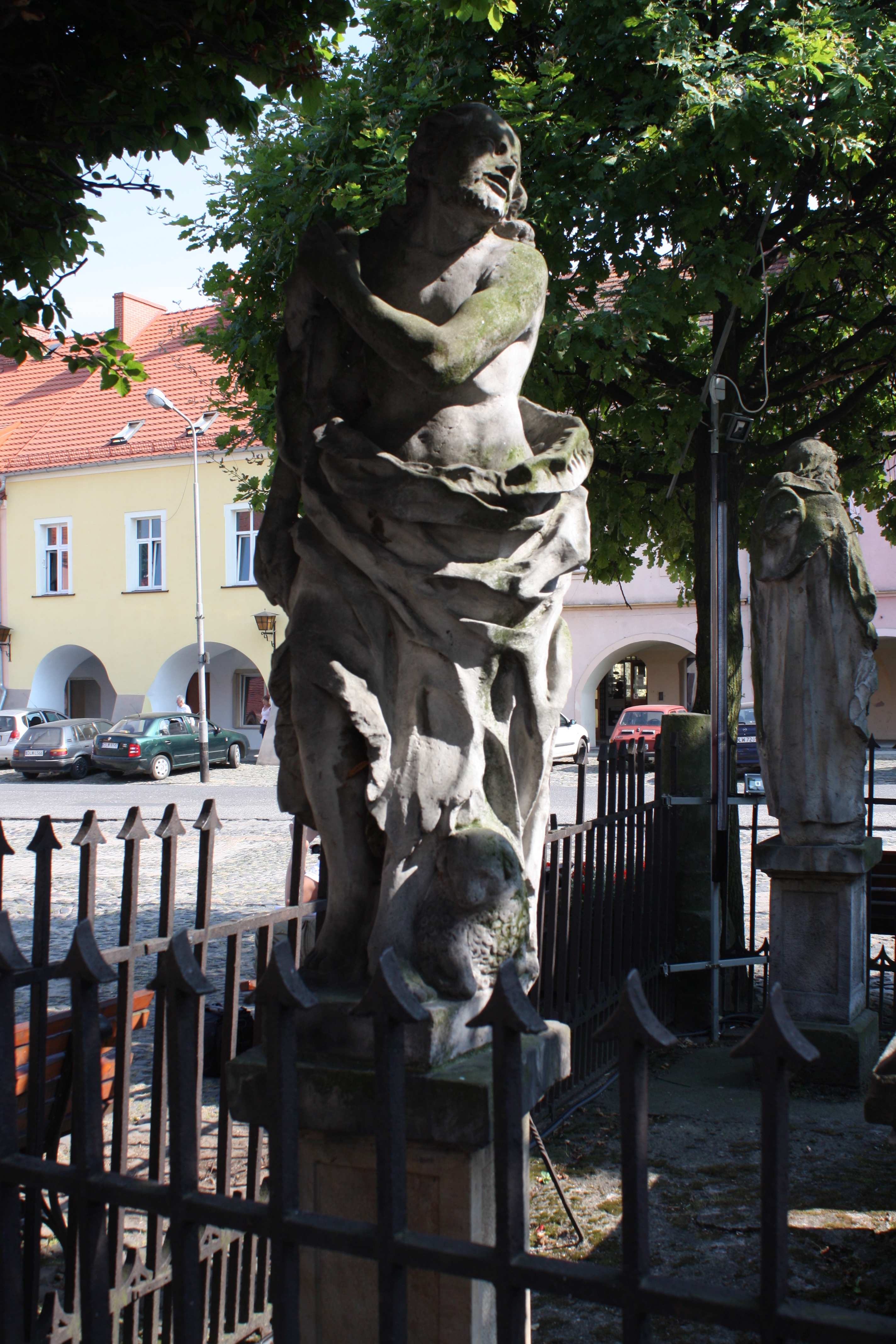
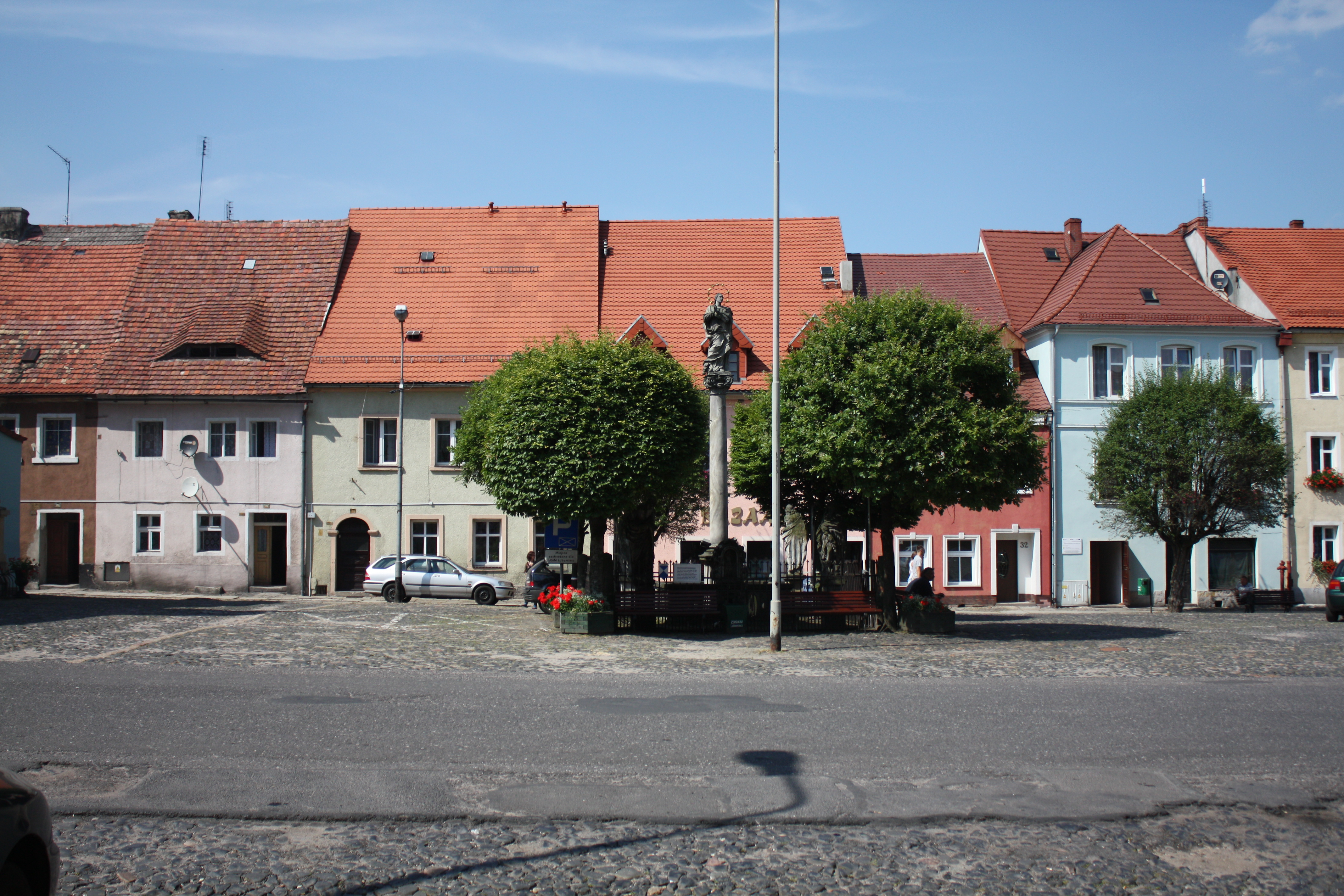

1. ↑  https://bdl.stat.gov.pl/api/v1/data/localities/by-unit/030210112024-0936210?var-id=1639616&format=jsonapi. (Hozzáférés: 2022. október 3.)